# Wildenauerita
La wildenauerita és un mineral de la classe dels fosfats que pertany al grup de la schoonerita. Rep el nom de la pedrera, Wildenauer-Grube, la seva localitat tipus. El nom de la pedrera, al seu torn, és en honor de la família minera, Wildenauer, i de les seves llargues activitats a la mineria de feldespats a la pegmatita Hagendorf Sud.

## Característiques
La wildenauerita és un fosfat de fórmula química Zn(Fe3+,Mn2+)₂MnFe3+(PO₄)₃(OH)₃(H₂O)₆·2H₂O. Va ser aprovada com a espècie vàlida per l'Associació Mineralògica Internacional l'any 2017, sent publicada per primera vegada el 2019. Cristal·litza en el sistema ortoròmbic. És una espècie isostructural amb la wilhelmgümbelita.
L'exemplar que va servir per a determinar l'espècie, el que es coneix com a material tipus, es troba conservat a les col·leccions mineralògiques del Museu Victoria, a Melbourne (Austràlia), amb el número de registre: m53979.

## Formació i jaciments
Va ser descoberta a la pegmatita Hagendorf Sud, a la localitat de Waidhaus, dins el districte de Neustadt an der Waldnaab (Alt Palatinat, Baviera, Alemanya). Es tracta de l'únic indret de tot el planeta on ha estat descrita aquesta espècie mineral.